# Automotrice FS ALn 990
Le automotrici ALn 990 sono state le automotrici a nafta delle Ferrovie dello Stato più imponenti e potenti costruite in Italia.

## Storia
Alla fine del secondo conflitto mondiale, che aveva arrecato danni gravissimi alle infrastrutture ferroviarie italiane, si prospettò l'esigenza di un rilancio del trasporto passeggeri veloce e confortevole sulle linee della rete complementare in cui l'armamento, in condizioni tutt'altro che ottimali, non permetteva l'uso di materiale ordinario adatto.
Ci si rivolse di nuovo al settore automotrici che permettevano con il loro basso peso assiale la circolazione in rango "B". Si cercò inoltre di progettare un mezzo che potesse essere accoppiato, nei percorsi lunghi con differente sistema di trazione, anche alle nuove elettromotrici del gruppo 840 e quindi dotato di mantici e pedane accoppiabili per l'intercomunicazione. Fu così che l'Ufficio progettazione OM di Milano, guidato dall'ing. Guglielmo Carlevero, sviluppò il progetto della grande automotrice ALn 990. Nel 1947 venne perfezionato l'ordine alle due grandi aziende Fiat e OM per una fornitura di 24 automotrici la prima e di 40 la seconda. Come da norma di catalogazione, le ALn Fiat furono immatricolate come serie 1000 e le OM come serie 3000. Le due prime unità Fiat, ALn 990.1001 e 1002, furono consegnate nell'estate del 1950 e provate sulla linea Milano-Venezia. Via via che venivano consegnate, furono assegnate al deposito locomotive di Torino, poi di Treviso e infine di Palermo. In seguito tutto il gruppo delle Fiat, dal 1964 in poi, venne trasferito in blocco al deposito di Palermo ove rimase fino alla fine impiegato per treni a percorrenza medio-lunga e di livello. Le macchine OM vennero consegnate negli anni tra il 1950 e il 1953 ed assegnate in vari depositi della Toscana e del centro-nord dove all'inizio vennero utilizzate per servizi di una certa importanza ma gradualmente decaddero ad effettuare treni locali con molte fermate (come sulla Pavia-Mantova).
Il progetto delle ALn 990, in virtù della sua validità tecnica e per la sua alta capacità in posti offerti, fu utilizzato dalla Fiat per la costruzione di treni completi automotori a più elementi forniti alle ferrovie dell'Argentina e della Spagna ed altre di vari paesi dell'area latino-americana.
Nei primi anni di esercizio le ALn 990 trainarono treni di un certo prestigio, rapidi come il Palermo-Catania e il Palermo-Trapani, e direttissimi come La freccia delle Dolomiti, tra Milano e Calalzo, il Palermo-Catania-Siracusa che attraversava cinque province, o il diretto Milano-Aosta-Pré-Saint-Didier. Con le elettrificazioni e l'entrata in servizio dei rotabili più versatili del gruppo ALn 668 pian piano le grandi automotrici vennero relegate a servizi sempre meno adatti e a carattere locale per essere in buon numero accantonate già alla fine degli anni settanta.

## Tecnica
Le automotrici del gruppo ALn 990 sono state le più imponenti e potenti mai acquistate dalle FS. La loro potenza venne superata, di poco, solo dalle automotrici doppie ALn 442/448 Breda. Le automotrici Fiat ed OM differivano esteticamente solo per il tipo di porte di accesso: 4 porte a battente in coppie per fiancata nelle Fiat e pneumatiche nelle OM.

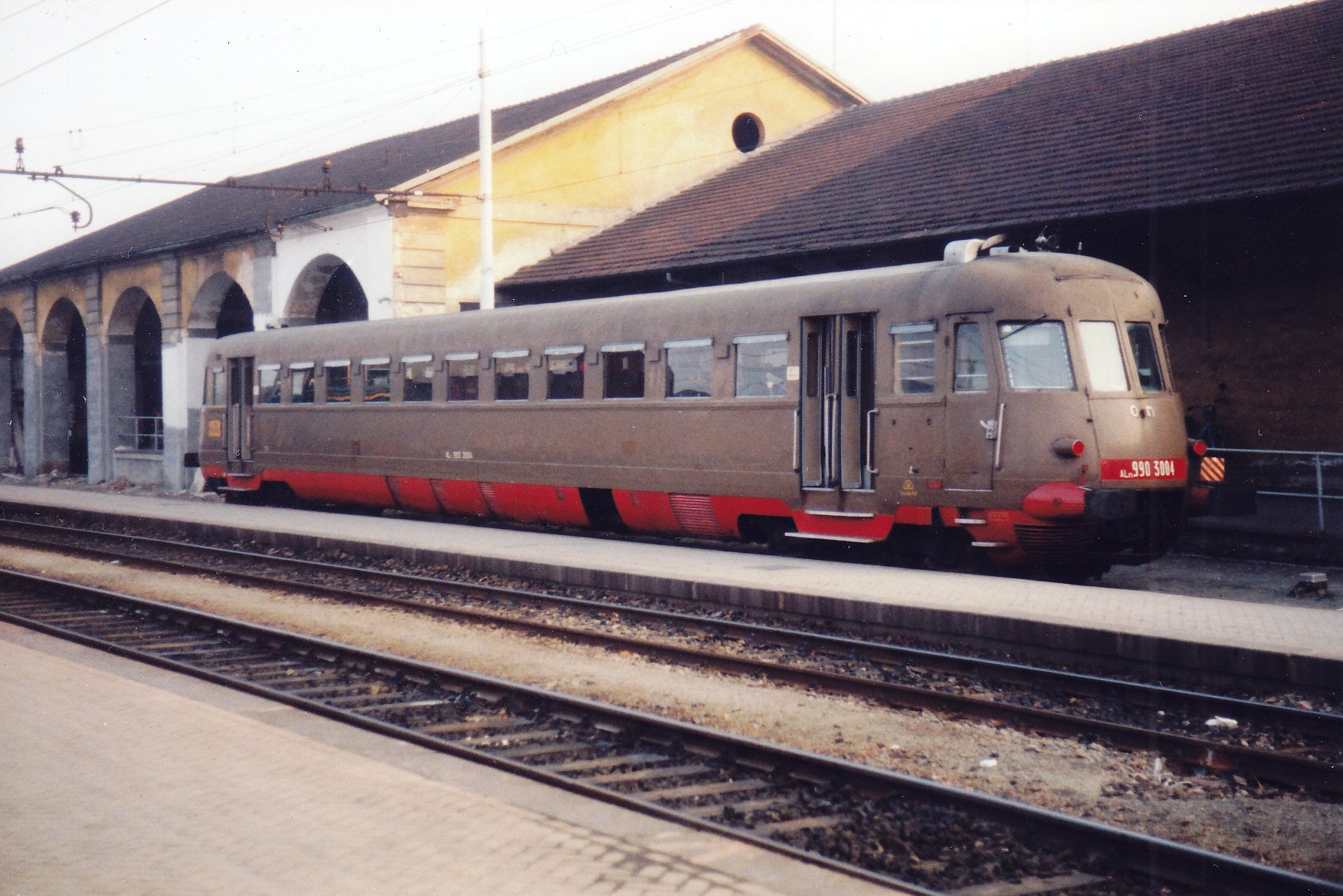
Automotrice FS ALn 990.3004 a Pavia, nel 1987

La cassa venne costruita in modo da permettere un alto grado di comfort ai viaggiatori, arredata con comode poltrone e con ampi finestrini; la capienza era anche la più alta della categoria: ben 90 posti a sedere. Le testate erano provviste di porte, pedane e mantici che permettevano il passaggio tra le unità accoppiate e, caso nuovo, anche l'accoppiabilità con le nuove elettromotrici. Le cabine di guida erano alquanto spaziose, ma a causa delle porte frontali erano piene di spifferi d'aria verso i macchinisti. I carrelli a passo lungo e con sospensione moderna a molle elicoidali permettevano prestazioni velocistiche e buona stabilità di marcia.
Il motore a sogliola, unico e montato sotto cassa, era il più potente montato da un'automotrice; era di costruzione OM/Saurer ed uguale per tutte e due le ordinazioni. Si trattava di un 12 cilindri orizzontali contrapposti ad iniezione diretta, con rapporto di compressione 1:15,6 e ben 480 CV a 1400 g/m, con frizione tridisco, giunto idraulico e cambio classico a 5 marce ad ingranaggi nella serie Fiat. Le OM avevano una trasmissione più semplice data la presenza del cambio idraulico, costruito dalla stessa OM su licenza Ljungstroms simile a quello delle ALn 772.
Vennero costruite anche delle rimorchiate pilota, 5 per le Fiat e 10 per le OM, immatricolate Ln 990, che tuttavia si rivelarono inadatte all'uso sulle linee molto acclivi come quelle siciliane. Proprio per questo negli anni '60 gli Ln 990 Fiat furono trasformati in automotrici.
Le ALn 990 Fiat si dimostrarono nel complesso meno affidabili delle sorelle OM a causa della meccanica più complessa, rivelandosi altresì più soggette a incendi a causa dell'infelice posizione del tubo adduttore della nafta: andarono così perdute le unità 1002, 1006, 1015 e 1020. La 1010 subì invece la rottura del ponte di trasmissione nel 1976 e non venne più riparata.

## Unità preservate
- ALn 990.1005: esemplare di costruzione FIAT. Dopo essere rimasta per molti anni ferma nel deposito di Alcamo Diramazione, è stata trasferita a Palermo in vista di un possibile recupero funzionale da parte dell'associazione siciliana TRENO D.O.C.

Per quanto riguarda le unità prodotte dalla OM, nel 2008 la 3018 è rimasta distrutta andando a fuoco.

### Fonti a stampa
- Antonio Costantini, Automotrici ferroviarie con motore a combustione interna, 2ª ed., Roma, Collegio Ingegneri Ferroviari Italiani, 1959,  pp.  22, 560-581, 945-952, ISBN non esistente.
- FIAT, Automotrici ferroviarie (stampato n. 1662), Torino, FIAT – Stampa e Propaganda, non datato (1960 circa).
- FIAT, Materiale ferrotranviario (stampato n. 2134), Torino, FIAT – Stampa e Propaganda, non datato (1968 circa).
- Manlio Diegoli, La trazione a combustione interna, in Ingegneria Ferroviaria, 16 (1961), n. 7-8, luglio-agosto 1961,  pp.  681-698.
- Servizio Materiale e Trazione FS, Automotrici termiche, Firenze, Ferrovie dello Stato, 1971.

### Storiografia e complementi
- Ettore Caliri, ALn 990 della serie FIAT, in "I Treni Oggi" n. 54 (ottobre 1985).
- Oreste Santanera, I Treni Fiat. Ottant'anni di contributo Fiat alla tecnica ferroviaria, Milano, Automobilia, 1997, ISBN 88-7960-045-1.